# Fuente Barmaley
La Fuente Barmaley o Barmalí (en ruso: фонтан Бармалей) también conocida como la "Ronda de los niños" (en ruso: Детский хоровод) es un conjunto escultórico diseñado por la escultora rusa Olga Nikolajewna Kudryavtseva (Ольга Николаевна Кудрявцева) en 1935, en el que tres niños y tres niñas bailan alrededor de un cocodrilo. Instalado originalmente en Jarkov, luego se colocaron sucesivas réplicas en varias ciudades soviéticas, entre ellas la entonces ciudad de Stalingrado (hoy Volgogrado). Esta última réplica se hizo célebre debido a la fotografía tomada por Emmanuel Ievzerikhine el 23 de agosto de 1942, instantes después de que la ciudad fuera bombardeada por los alemanes, durante la Batalla de Stalingrado. La fuente original fue desmantelada en 1951. 
En el año 2013 se realizaron dos réplicas similares a la original: 
- una fue realizada por Alexander Burganov e instalada en el mismo sitio, con algunos cambios en la altura de los niños y del pedestal, por razones de simetría paisajística;
- la otra fue realizada por Pavel Mishanin y Ilya Mishanin e instalada frente al Molino de Gerhardt, también en Volgogrado. En este caso la réplica respetó las dimensiones y el estado del monumento en 1942.

## Tema
La fuente está inspirada en los personajes de los célebres cuentos para niños rusos de Kornéi Chukovski. Los niños bailan alrededor del cocodrilo que acaba de comerse a Barmaleí (o Barmalí), un malvado pirata que comía niños, cuyo nombre era usado para asustar a los niños.
El poema que inspira el monumento se titula "Barmeleí". El poema le advierte a los niños que por nada del mundo vayan a África, porque allí vive Barmalí, un malvado villano que se come a los niños. Pero los padres de Tania y Vania se quedan dormidos y los dos niños se escapan a África. Allí disfrutan, juegan con los animales e incluso auyentan al tiburón y dominan al hipopótamo haciéndole cosquillas en la panza. Entonces, el hipopótamo humillado llamó a Barmalí, que estaba detrás de las pirámides. Al verlo Tania y Vania entraron en pánico, le suplicaron que no los comiera y prometieron nunca más desobedecer a sus padres. Pero el caníbal respondió "¡No!" En eso llega en avión el Dr. Aibolit (un personaje de Chukovski que habla con los animales), a salvar a los niños, pero Barmalí lo tira al fuego. Cuando parece que el ogro va a comerse a los niños, llega el gorila por el Nilo, trayendo al cocodrilo. Aibolit le pide entonces al cocodrilo que se coma a Barmalí, para que no se coma a Tania y Vania. El pasaje reflejado en el monumento dice:  

Повернулся,
Улыбнулся,
Засмеялся
Крокодил
И злодея
Бармалея,
Словно муху,
Проглотил!

Рада, рада, рада, рада детвора,
Заплясала, заиграла у костра:
«Ты нас,

Ты нас
От смерти спас,
Ты нас освободил.
Ты в добрый час
Увидел нас,
О добрый
Крокодил!
Giró,
sonrió
rio
y al villano
Barmaley,
como a una mosca
se tragó!

Alegres, alegres, alegres, alegres los niños
bailaron y jugaron alrededor del fuego:
“Tú nos 
salvaste de la muerte.
Nos liberaste.
En buena hora
nos viste
¡oh buen
Cocodrilo!"

Pero Barmalí se arrepiente en la panza del cocodrilo y promete ser amable y amar a los niños. Tania y Vania se apiadan y le piden al cocodrilo que lo deje salir para llevárselo de vuelta a Leningrado. Barnalí sale y canta de felicidad que amará a los niños y que les hará galletas y pasteles.

## En la cultura popular
El grupo escultórico aparece en varias películas, como La naranja mecánica (Kubrik, 1971), Stalingrado. Film 2 (Yuri Ozerov, 1989), Enemigo a las puertas (Annaud, 2001), V for Vendetta (McTeigue, 2005) y Stalingrado (Bondarchuk, 2013). También aparece en juegos de computadora como Commandos 3: Destination Berlin, Red Orchestra 2: Heroes of Stalingrado, Stalingrado, Call of Duty: World at War, Enlisted y Company of Heroes 2.